# Куличева, Александра Николаевна
Александра Николаевна Куличева (род. 14 мая 1987, Ленинград, РСФСР, СССР) — российская баскетболистка, выступавшая в амплуа тяжёлого форварда и центрового. Обладатель кубка Европы ФИБА. Мастер спорта международного класса.

## Биография
Куличева Александра воспитанница Василеостровского СДЮШОР города Санкт-Петербурга, тренировалась у прославленного тренера Киры Тржескал. Первым профессиональным клубом в её карьере стала местная «Балтийская Звезда». В 2002 году она переходит в другой питерский клуб «Волна» к Станиславу Гельчинскому, откуда её в 2003 году пригласили в кадетскую сборную России на чемпионат Европы в Турцию. После окончания европейского первенства Куличева покидает Санкт-Петербург и уезжает в Оренбург выступать за «Надежду». В 2005 году Александра играет на юниорском чемпионате Европы в Венгрии, где становится вторым в команде по набранным очкам (12,8 в среднем за игру) и лучшим по блок-шотам (0,8).
Во время пяти сезонов, проведенных в Оренбурге, Куличева в основном играла за второй состав «Надежды» в различных молодёжных соревнованиях, в основе же Александра провела лишь 8 матчей в чемпионате России, 5 в кубке России и 2 игры в кубке Европы.
В 2008 году Куличева возвращается в родной город, и если в сезоне 2008/09 она проводит 8 игр за «Спартак», то следующий сезон становится полноценным — 21 матч в розыгрыше первенства России и 4 в кубке России.
В 2010 году, поменяв свою фамилию на Костину, Александра переезжает в Москву, где стала выходить на площадку в майке другого «Спартака». Поиграв один год в столице России, баскетболистка вновь возвращается в Санкт-Петербург, где проводит один сезон. После того как «Спартак» вылетел из «Премьер-лиги» Костина снова появляется в Москве, но уже в «Динамо», где становится обладателем кубка Европы (5 игр, 3,8 очка, 2,2 подбора). Но нехватка игрового времени заставило баскетболистку снова поменять клуб, на этот раз на новосибирское «Динамо-ГУВД». И вновь на её майке фамилия Куличева.
Главный тренер «Динамо-ГУВД» Борис Соколовский об Александре:

Ещё один игрок, призванный усилить позицию тяжелого форварда – это Александра Куличева (Костина), также воспитанница Санкт-Петербургской школы. Игрок с хорошим броском, последний год провела в составе московского «Динамо». Учитывая, что перед этой командой сейчас ставятся сверхзадачи и туда приглашены звездные игроки, нам повезло, что этот добротный игрок оказался свободен и пополнил ряды нашего клуба.

## Достижения
- Обладатель кубка Европы: 2013
- Серебряный призёр чемпионата России: 2015